# الدور (سباح)

تعديل مصدري - تعديل

الدور هي إحدى قرى عزلة سباح بمديرية سباح التابعة لمحافظة أبين، بلغ تعداد سكانها 90 نسمة حسب تعداد اليمن لعام 2004.